# آبی
آبی یکی از رنگ‌های اصلی است که با نور مرئی با طول موج بین ۴۴۰ تا ۴۹۰ نانومتر متناظر است. این رنگ از رنگ‌های زبان اچ‌تی‌ام‌ال (HTML) است و می‌توان آن را با درج نام انگلیسی آن (blue) در صفحات وب به کار برد.

آبی یکی از سه رنگ اصلی رنگدانه‌ها در نقاشی و تئوری رنگ سنتی و همچنین در مدل رنگ RGB است. در طیف نور مرئی بین سبز و نیلی قرار دارد. چشم هنگام مشاهده نور با طول موج غالب بین تقریباً ۴۵۰ تا ۴۹۵ نانومتر، آبی را درک می‌کند. بیشتر آبی‌ها حاوی ترکیب کمی از رنگ‌های دیگر هستند. زمردی حاوی مقداری سبز است، در حالی که لاجوردی حاوی مقداری بنفش است. به علت یک پدیدهٔ نوری معروف به نام پراکندگی رایلی، آسمان روشن روز و دریای عمیق آبی به نظر می‌رسد. یک اثر نوری به نام پراکندگی تیندال چشم‌های آبی را توضیح می‌دهد. اشیاء دور به دلیل تأثیر نوری دیگری به نام دید هوایی بیشتر آبی به‌نظر می‌رسند.
آبی از زمان‌های بسیار قدیم یک رنگ مهم در هنر و دکوراسیون بوده است. لاجورد سنگی نیمه‌قیمتی در مصر باستان برای جواهرات و تزئینات و بعداً در دوره رنسانس برای ساختن رنگدانهٔ اطلسی، گران‌قیمت‌ترین رنگدانه، استفاده می‌شد. در قرن هشتم، هنرمندان چینی از رنگ آبی کبالت برای رنگ‌آمیزی چینی‌های ظریفِ آبی و سفید استفاده کردند. در قرون وسطی، هنرمندان اروپایی از آن در پنجره‌های کلیساها استفاده می‌کردند. اروپایی‌ها لباس‌های رنگی با رنگ گیاهی از وسمه می‌پوشیدند تا اینکه رنگ بهتر نیلی از آمریکا جای آن را گرفت. در قرن ۱۹، رنگ‌های مصنوعی و رنگ‌های آبی به تدریج جایگزین رنگدانه‌های معدنی و رنگ‌های مصنوعی شدند. آبی تیره برای لباس‌های نظامی و بعداً، در اواخر قرن بیستم، برای لباس‌های تجاری تبدیل به یک رنگ رایج شد. از آنجا که آبی معمولاً با هارمونی همراه بود، به عنوان رنگ پرچم‌های سازمان ملل و اتحادیه اروپا انتخاب شد.
بررسی‌ها در ایالات متحده و اروپا نشان می‌دهد که آبی رنگی است که معمولاً با هارمونی، وفاداری، اطمینان، فاصله، بی‌نهایتی، تخیل، سرماخوردگی و گاهی با غم همراه است. در نظرسنجی‌های افکار عمومی ایالات متحده و اروپا این رنگ، محبوب‌ترین رنگ است، تقریباً نیمی از زنان و مردان، آبی را به عنوان رنگ مورد علاقه خود انتخاب می‌کنند. همین نظرسنجی‌ها همچنین نشان داد که آبی رنگی است که بیشترین ارتباط را با مردان داشت، دقیقاً جلوتر از سیاه، و همچنین رنگی بود که بیشتر با هوش، دانش، آرامش و تمرکز همراه بود.

## تاریخچه

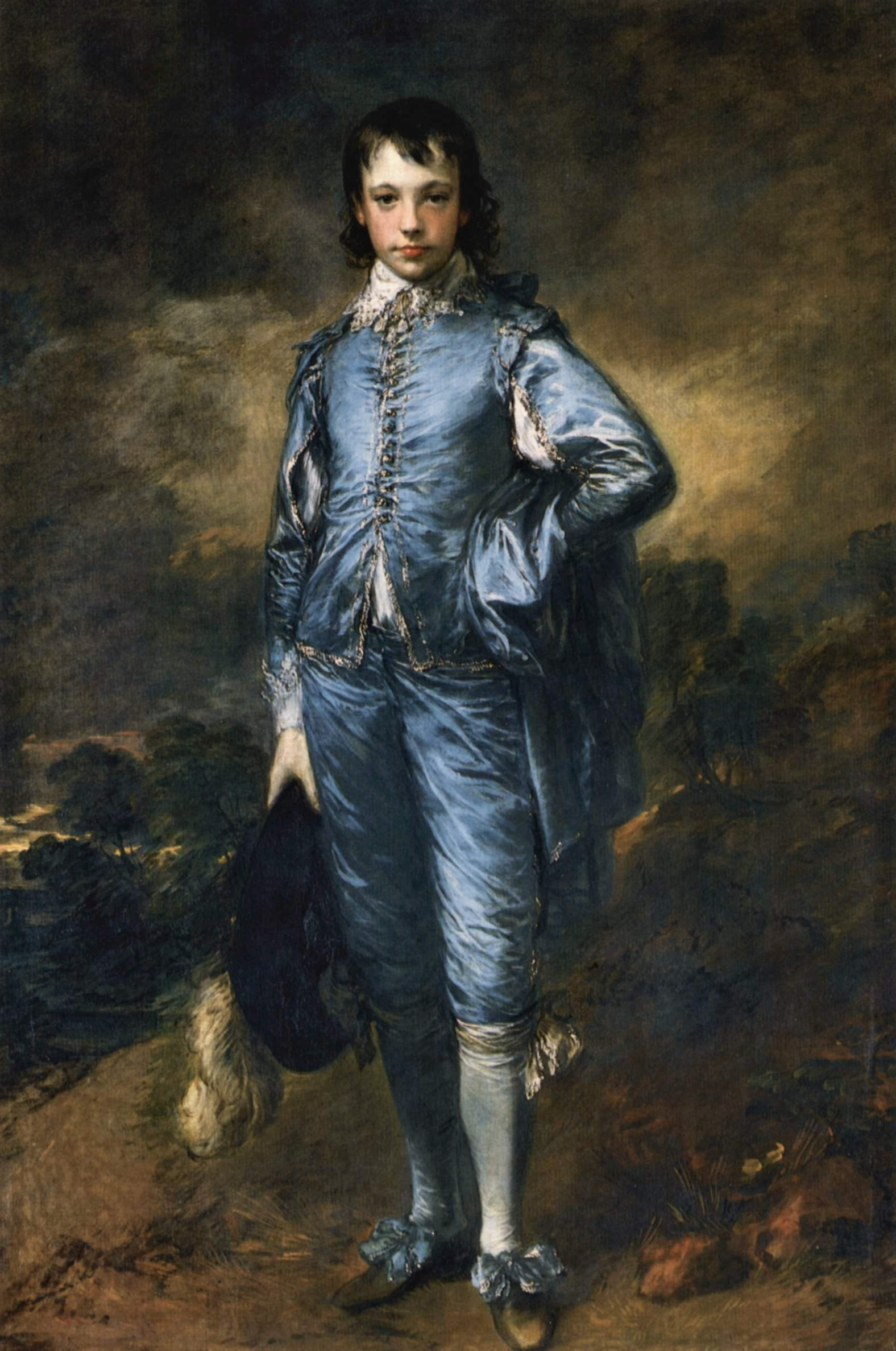
پسر آبی

در بیشتر زبان‌های کهن واژه‌ای وجود نداشته که مترادف رنگ آبی باشد و در بسیاری از زبان‌های امروزین هم از یک واژه برای اشاره به رنگ سبز و آبی استفاده می‌شود. ویلیام گلدستون دانشمند و سیاستمدار بریتانیایی از اولین افرادی بود که در سال ۱۸۵۸ به تحقیق در مورد این زمینه پرداخت. وی با بررسی اودیسه و دیگر متن‌های یونانی باستان متوجه شد که هیچ چیزی با رنگ آبی توصیف نشده و گویا اصلاً برای یونانی‌ها با وجود زبان و ادبیات بسیار غنی خود رنگ وجود نداشته است. لازاروس گیگر زبان‌شناس آلمانی تحقیق گلدستون را پی گرفت و متوجه شد که این وضعیت در فرهنگ‌های دیگر هم صادق است. او حماسه‌های ایسلندی، قرآن، داستان‌های باستانی چینی و نسخه‌های عبری کتاب مقدس را مطالعه کرد و نتیجه گرفت که هیچ رنگ آبی - به معنایی که ما اکنون آن را می‌شناسیم - وجود نداشته است و آبی از سبز و سایه‌های تیره‌تر قابل تشخیص نبوده است.

## علت رنگ آبی آسمان
از بین رنگ‌های موجود در طیف مرئی نور، رنگ آبی دارای طول موج بسیار کمی است، در حالی که رنگ قرمز دارای طولانی‌ترین طول موج است. هنگامی که نور خورشید از جو عبور می‌کند، طول موج‌های آبی بیشتر توسط مولکول‌های اکسیژن و نیتروژن پراکنده می‌شوند و رنگ آبی بیشتری به چشم ما می‌رسد. این اثر به پاس لرد رایلی، فیزیکدان انگلیسی که آن را کشف کرده است، پراکندگی رایلی نامیده شد. در سال ۱۹۱۱ توسط آلبرت انیشتین تأیید شد.

## انواع
رنگدانه‌های آبی در ابتدا از مواد معدنی مانند لاجورد، کبالت و آزوریت و رنگ‌های آبی از گیاهان ساخته می‌شدند. معمولاً در اروپا، آسیا و آفریقا از وسمه ساخته می‌شد. امروزه بیشتر رنگدانه‌های رنگی و رنگ‌های آبی توسط یک فرایند شیمیایی ساخته می‌شوند.

آبی کامل
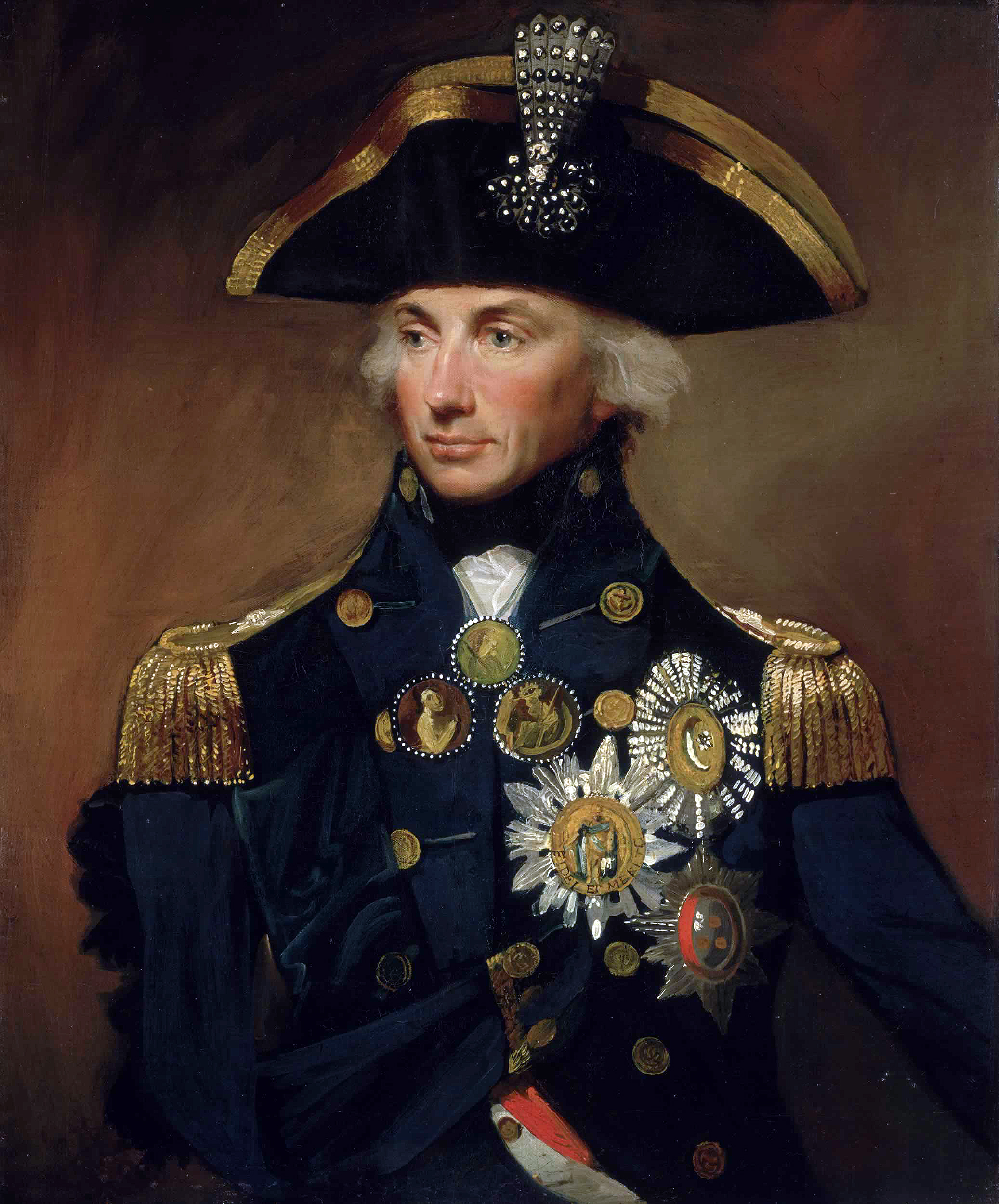
سرمه‌ای، که اینجا توسط دریاسالار هوریشیو نلسون پوشیده شده است، تاریک‌ترین سایه آبی خالص است.
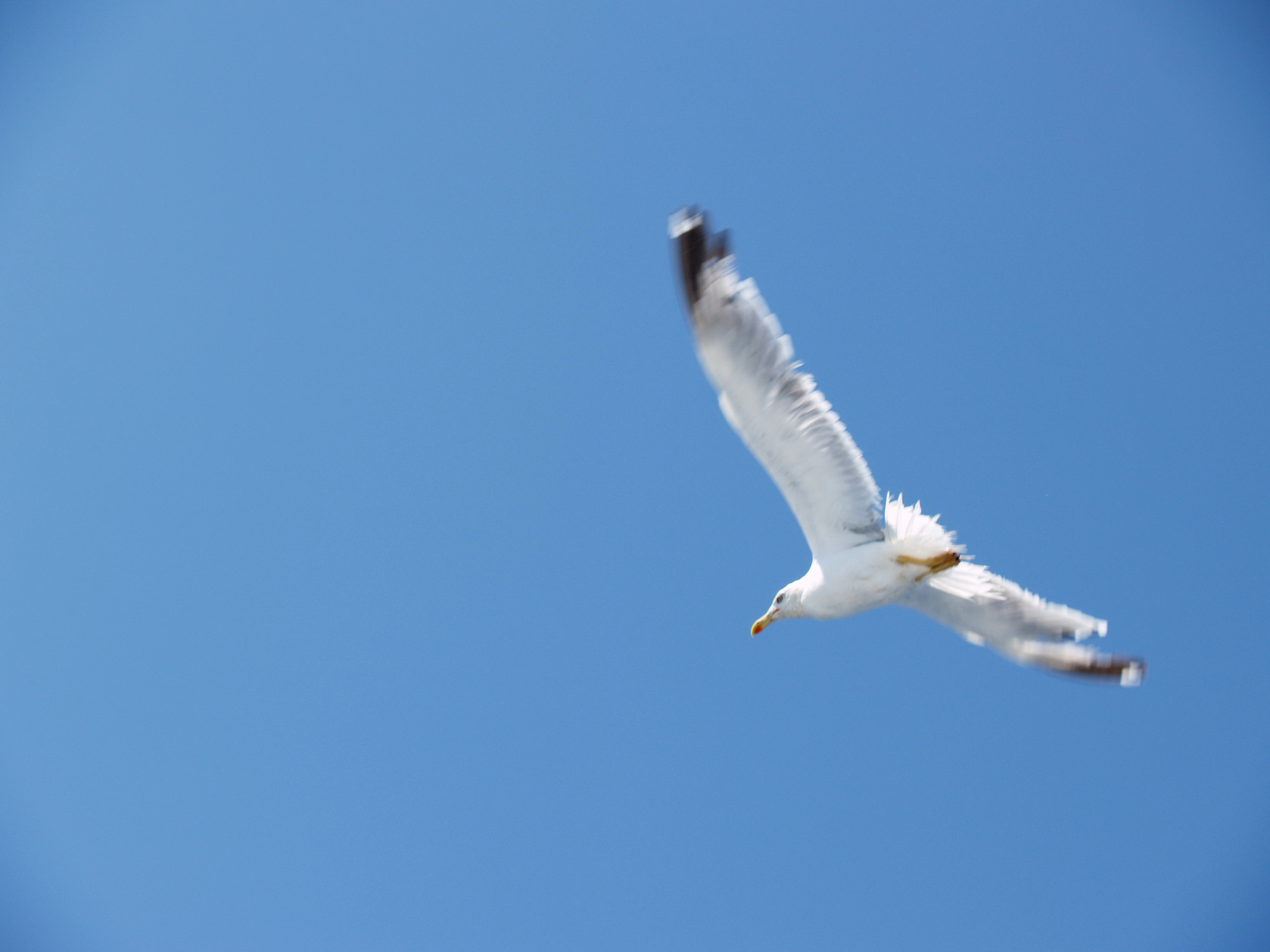
آبی آسمانی یا لاجوردی کم رنگ، در چرخ رنگ RGB بین آبی و فیروزه‌ای قرار دارد.
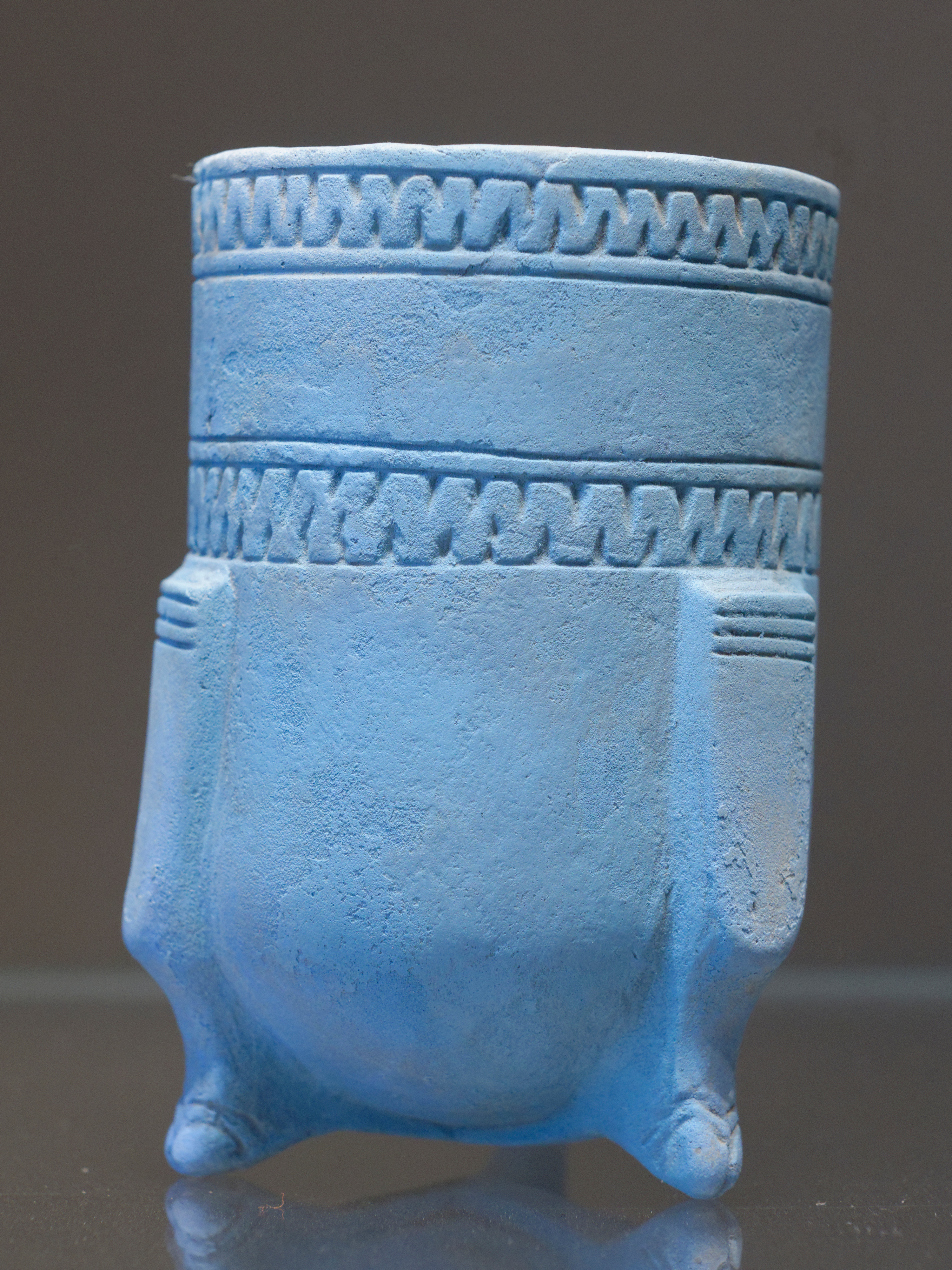
آبی مصری از بین‌النهرین، ۱۵۰۰–۱۳۰۰ قبل از میلاد. این نخستین آبی مصنوعی بود که اولین بار در حدود ۲۵۰۰ سال قبل از میلاد ساخته شد.
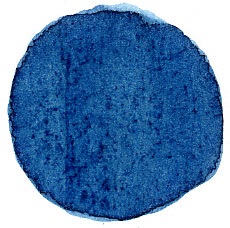
عصاره نیلی طبیعی، محبوب‌ترین رنگ آبی قبل از اختراع نیلی مصنوعی
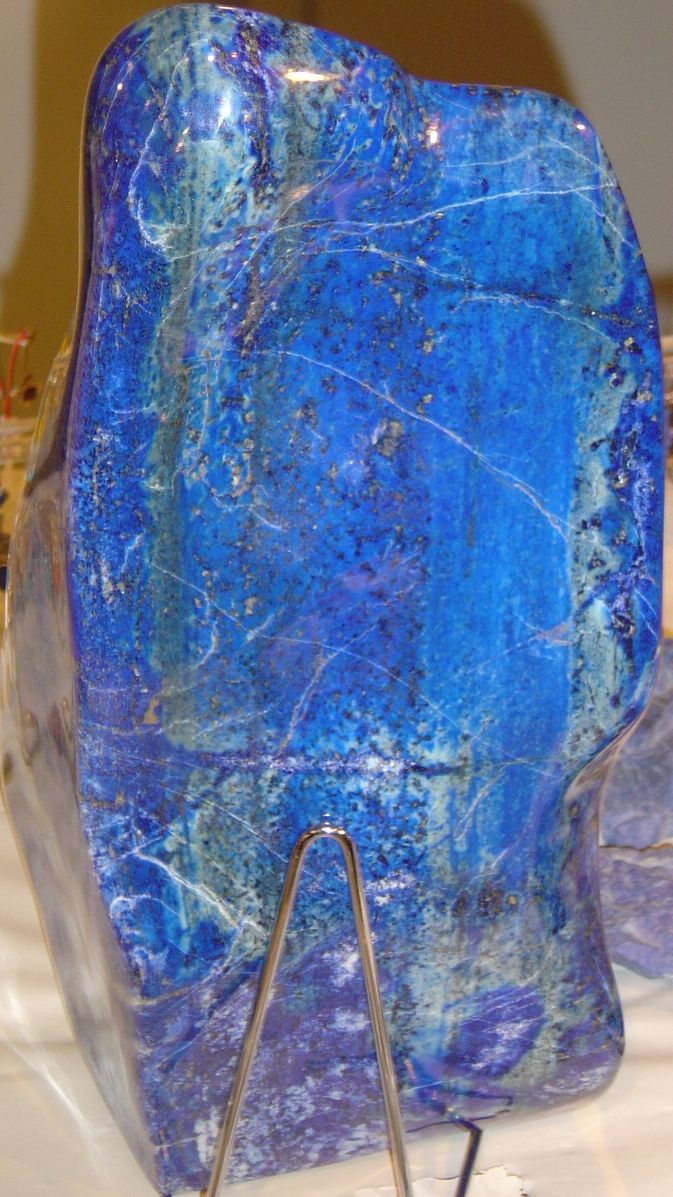
یک بلوک از سنگ لاجورد که در اصل برای تهیه رنگ لاجوردی استفاده می‌شد.
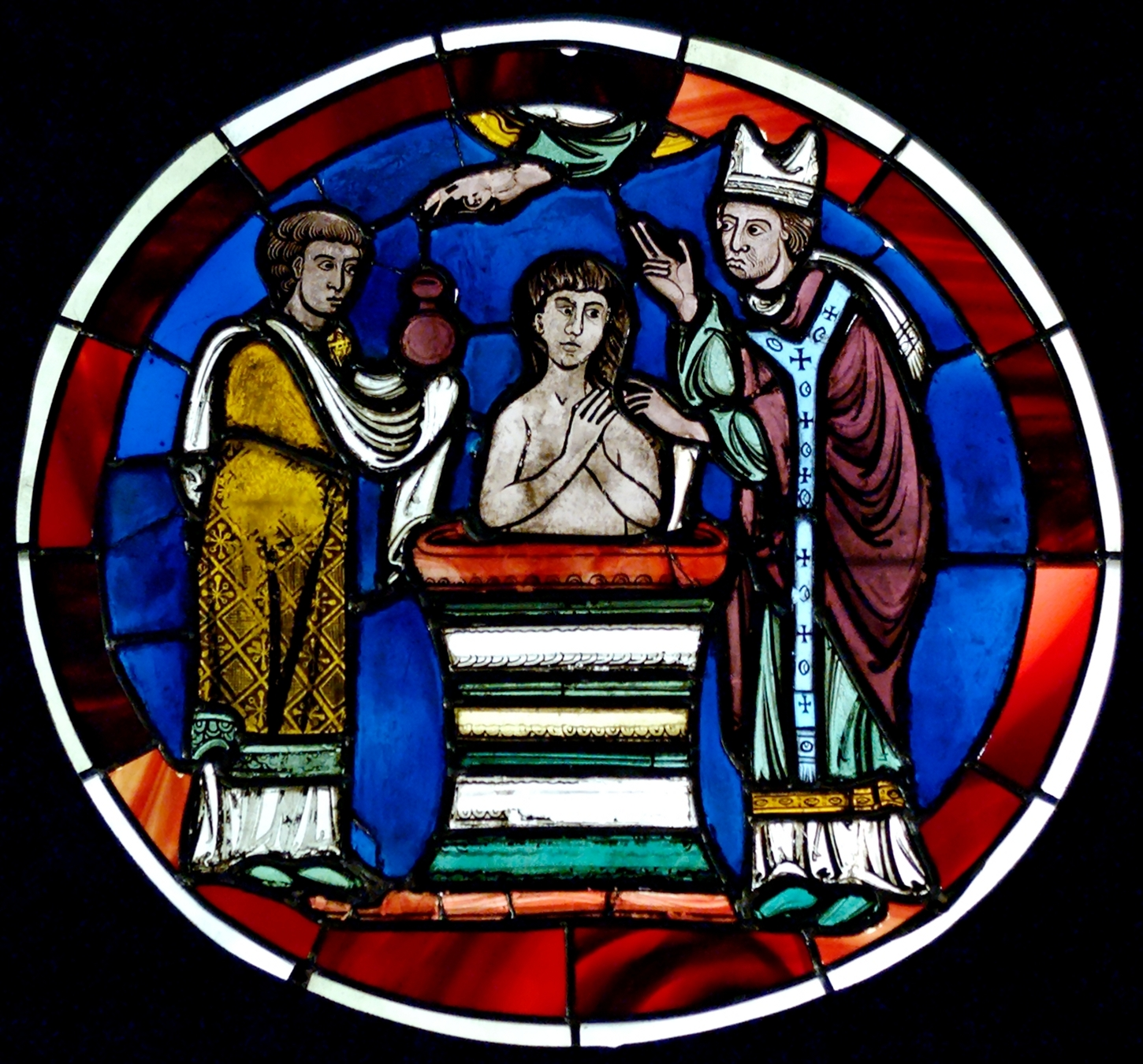
رنگ‌آمیزی پنجره‌های شیشه‌ایِ (ویترای) کلیسای سنت-شپل در پاریس به رنگ کبالتی (۱۲۵۰)

## چشم‌انداز جوی
هرچه یک شیء دورتر باشد، رنگ آن غالباً آبی به چشم می‌رسد. به عنوان مثال، کوه‌هایی که در فاصله قرار دارند، اغلب به رنگ آبی دیده می‌شوند. این تأثیر چشم‌انداز جوی است. هرچه شیء دورتر از بیننده باشد ، کنتراست کمتری بین جسم و رنگ پس زمینه آن وجود دارد که معمولاً آبی است. در نقاشی که قسمت‌های مختلف این ترکیب به رنگ آبی، سبز و قرمز باشد، رنگ آبی از فاصله بیشتری به نظر می‌رسد، و قرمز به بیننده نزدیکتر است. هرچه رنگ خنک تر باشد، از فاصله دورتر به نظر می‌رسد.

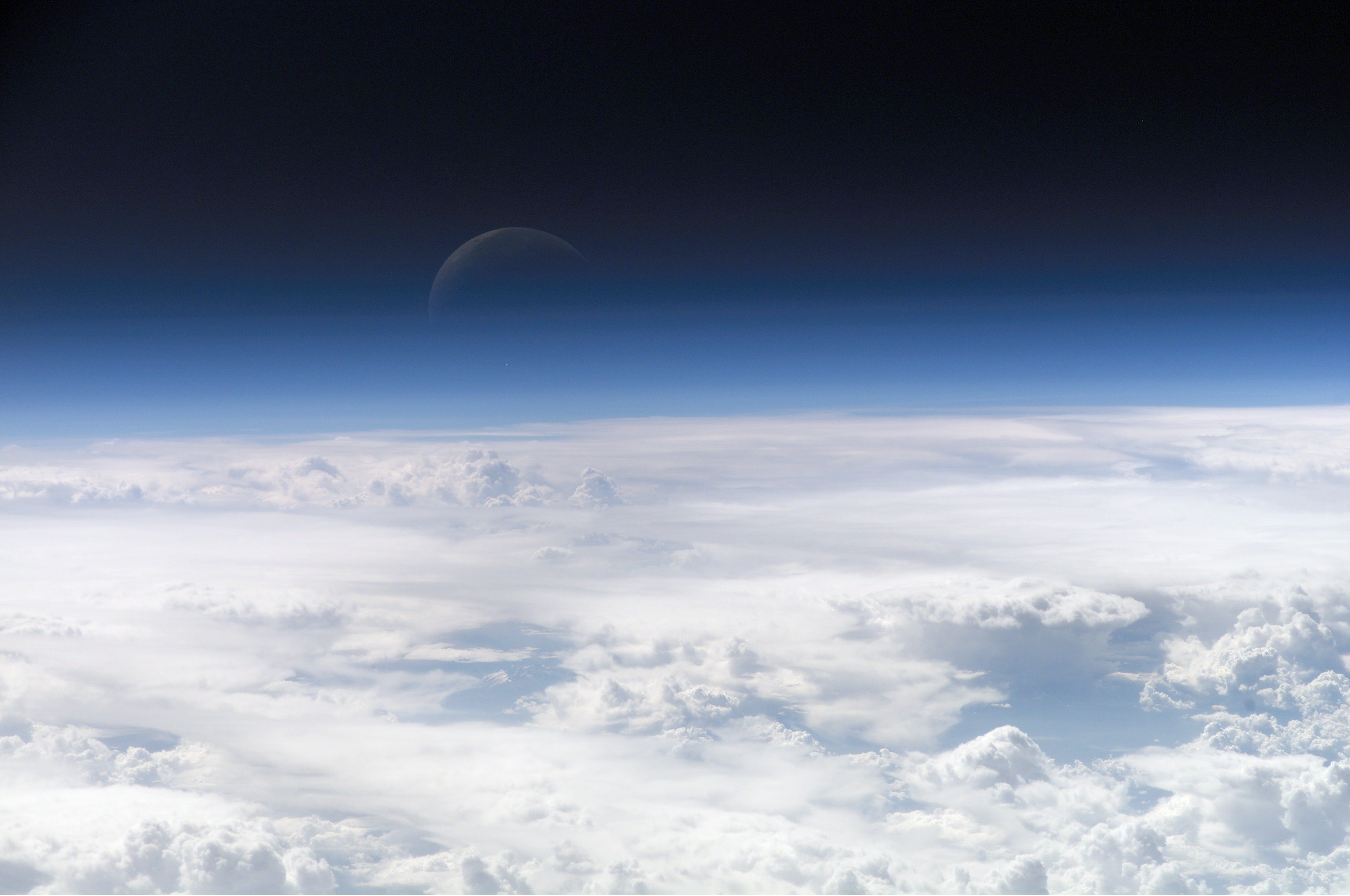
نور آبی بیش از سایر طول موج‌ها توسط گازهای موجود در جو پراکنده است و وقتی از فضا مشاهده می‌شود، یک هاله آبی به زمین می‌بخشد.
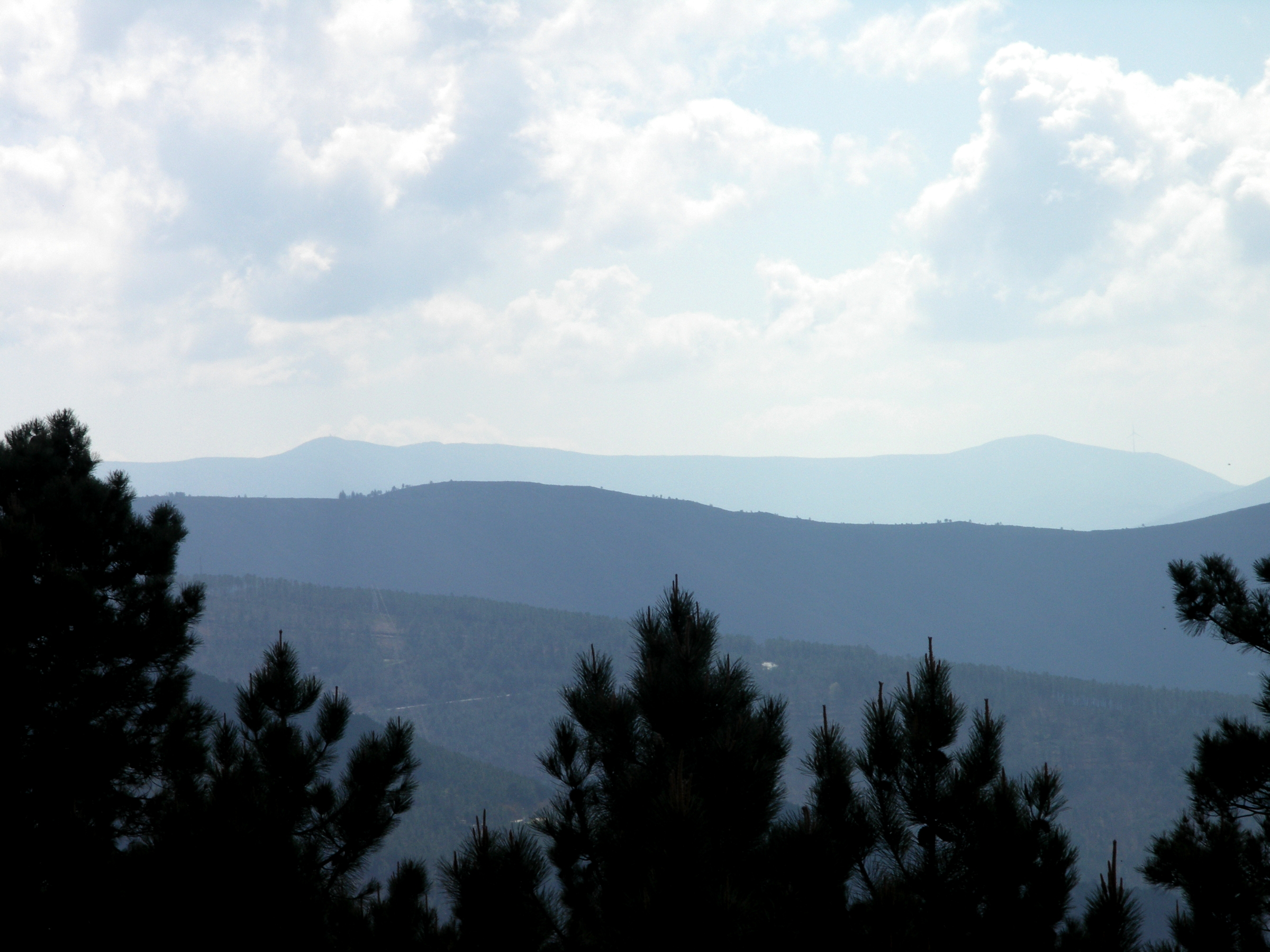
نمونه‌ای از چشم‌انداز جوی. به دلیل پراکندگی رایلی، اشیاء هر چه دورتر از بیننده باشد به رنگ آبی و روشن‌تر دیده می‌شوند.
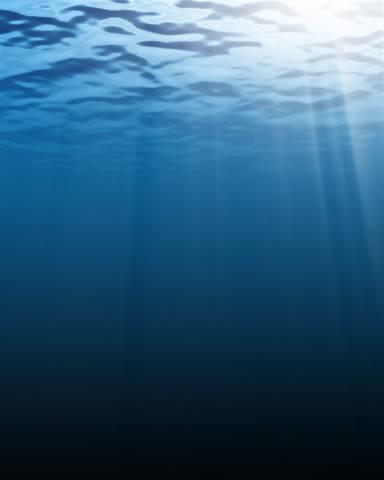
در زیر دریا، قرمز و نورهای دیگر با طول موج‌های بیشتر جذب می‌شود، بنابراین اشیای سفید به رنگ آبی به نظر می‌رسند. هرچه مشاهده گر عمیق‌تر شود، آبی تیره‌تر می‌شود. در دریای آزاد، فقط حدود یک درصد از نور به عمق ۲۰۰ متر نفوذ می‌کند. (زیر آب و ناحیه فوتیک را ببینید)

## چشم آبی

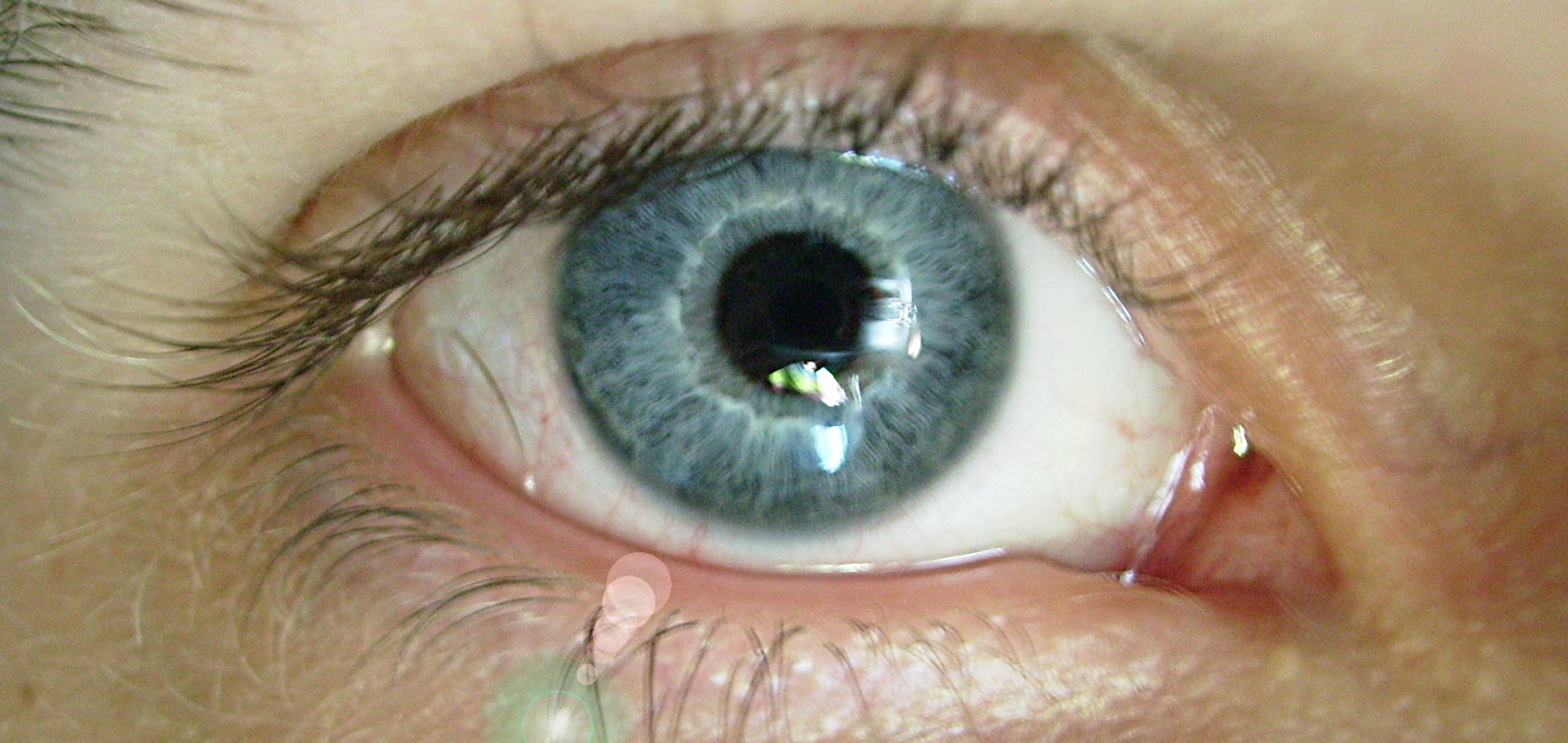
چشمان آبی در واقع حاوی هیچ رنگدانه آبی نیست. این رنگ در اثر پراکندگی تیندال ایجاد می‌شود.

چشم‌های آبی در واقع حاوی هیچ رنگدانه آبی نیستند. رنگ چشم توسط دو عامل تعیین می‌شود: رنگدانه عنبیه چشم و پراکندگی نور توسط محیط کدورت در استروم عنبیه. در انسان رنگدانه عنبیه از قهوه‌ای روشن تا سیاه متفاوت است. ظهور چشم‌های آبی، سبز و فندقی ناشی از پراکندگی نور تیندال در استروما است، یک اثر نوری شبیه به آنچه مربوط به آبی بودن آسمان است. عنبیه چشم افراد مبتلا به چشمان آبی حاوی ملانین تیره کمتری نسبت به افراد با چشمان قهوه‌ای است، به این معنی که آنها نور آبی با طول موج کوتاه کمتر را جذب می‌کنند، که در عوض برای بیننده بازتاب می‌یابد. رنگ چشم نیز بسته به شرایط نورپردازی، به خصوص برای چشم‌های روشن‌تر متفاوت است.

## آبی در زبان‌های مختلف

### در ادبیات فارسی

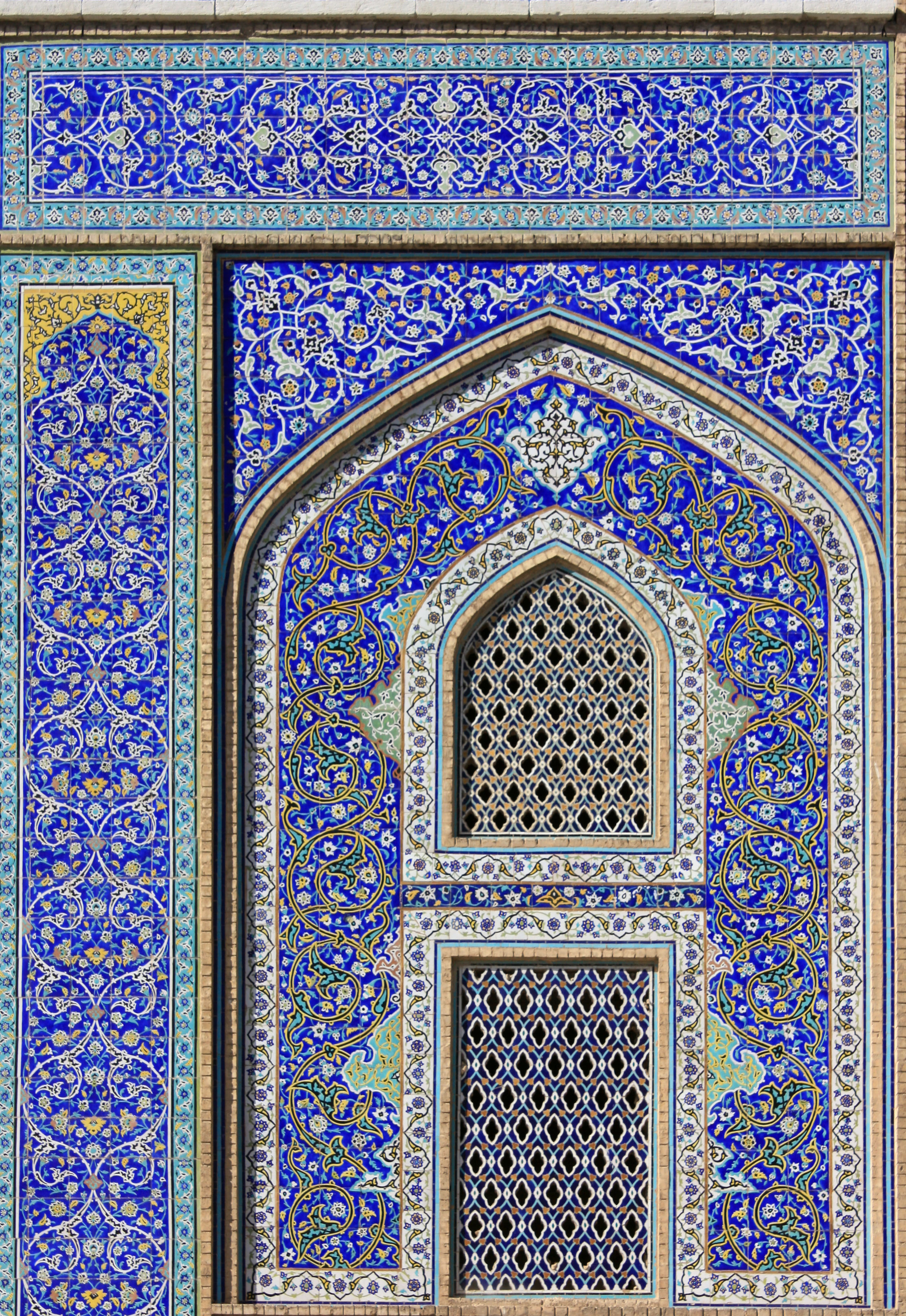

در ادبیات کلاسیک ایران هم برای توصیف رنگ آسمان و دریا معمولاً از کلمه خضرا/سبز استفاده می‌شد؛ مثلاً: ناصر خسرو می‌گوید: «ای قبه گردندهٔ بی‌روزن خضرا» یا مولانا می‌سراید: «آن ببین که بحر خضرا را شکافت» یا حافظ: «مزرع سبز فلک دیدم و داس مه نو». در برخی اشعار نیز به همرنگی آسمان و سنگ زبرجد/زمرد که سبزرنگ است اشاره شده؛ مثل حافظ: «بر این رواق زبرجد» یا «بر قبه طارم زبرجد». فیروزه‌ای و کبود/ازرق نیز دیگر واژه‌هایی هستند که با بسامد کمتری برای اشاره به رنگ آسمان استفاده شده‌اند. واژه «آبی» در فارسی قدیم به معنای «میوه به» بوده و تا قبل از نهضت بازگشت هیچوقت از این کلمه در معنای رنگ استفاده نشده نبود. علت این موضوع آن است که انسان‌ها در طول تاریخ کم‌کم با رنگ‌های مختلف آشنا شده‌اند و در ابتدا فقط رنگ‌های معدودی را می‌شناخته‌اند. با توجه به سیر آشنایی بشر با تنوع رنگ‌ها، ایرانیان نیز در گذشته نسبت به امروز رنگ‌های کمتری را می‌شناختند و در دورهٔ کلاسیک هنوز رنگ‌های سبز و آبی را از هم تفکیک نکرده بودند. از آنجا که چگونگی نام‌گذاری رنگ‌ها در زبان، بر چگونگی ادراک رنگ‌ها تأثیر می‌گذارد، برخی فارسی زبانان در غیاب رنگ‌واژهٔ مستقلی که بر تمام زیرمجموعه‌های رنگ آبی دلالت کند، این رنگ‌ها را از خانوادهٔ رنگ سبز به‌شمار می‌آورده‌اند. به همین دلیل در این که آسمان را هم فیروزه‌ای و نیلی و لاجوردی بنامند و هم سبز و زمردی و زبرجدگون، هیچ تناقضی احساس نمی‌کرده‌اند.

### در زبان‌های آسیای شرقی
در برخی زبان‌های امروزی و به خصوص زبان‌های شرق آسیا، آبی و سبز هنوز با یک کلمه نامیده می‌شوند یا برای توصیف رنگی که ما سبز می‌نامیم از واژه آبی استفاده می‌کنند (یا برعکس). مثلاً ویتنامی‌ها رنگ آسمان و برگ درختان را xanh می‌نامند. در ژاپن midori به معنای سبز و ao به معنای آبی است. اما اکثر ژاپنی‌ها رنگ چراغ راهنمایی را ao توصیف می‌کنند. در حالیکه چراغ راهنمایی در ژاپن دقیقاً به همان رنگ نقاط دیگر دنیاست. در تایلندی هم کلمه khiaw به معنی سبز است اما دریا و آسمان هم با همین رنگ توصیف می‌شود. در زبان کره‌ای و چینی قدیمی هم وضع مشابه است.
این وضعیت با توجه به کمیابی رنگ آبی در طبیعت چندان عجیب نیست. تقریباً هیچ حیوان آبی‌رنگی وجود ندارد. چشم‌های آبی‌رنگ نادر هستند و اکثر گل‌های آبی هم پرورشی هستند. با این حال حتی در شعرهای باستانی و متون مذهبی که مرتب به آسمان اشاره دارند نیز از واژه‌ای که بتوان آن را آبی دانست استفاده نشده است. یک محقق برای بررسی این موضوع هیچگاه به دخترش نگفت که آسمان آبی است و بعداً وقتی از او رنگ آسمان را پرسید. او ابتدا آن را بدون رنگ، سپس سفید و سپس آبی توصیف کرد. این نشان می‌دهد که آبی دانستن آسمان نیز به پیش‌فرض‌های زبانی ما بستگی دارد.

## تأثیر رنگ آبی بر بدن

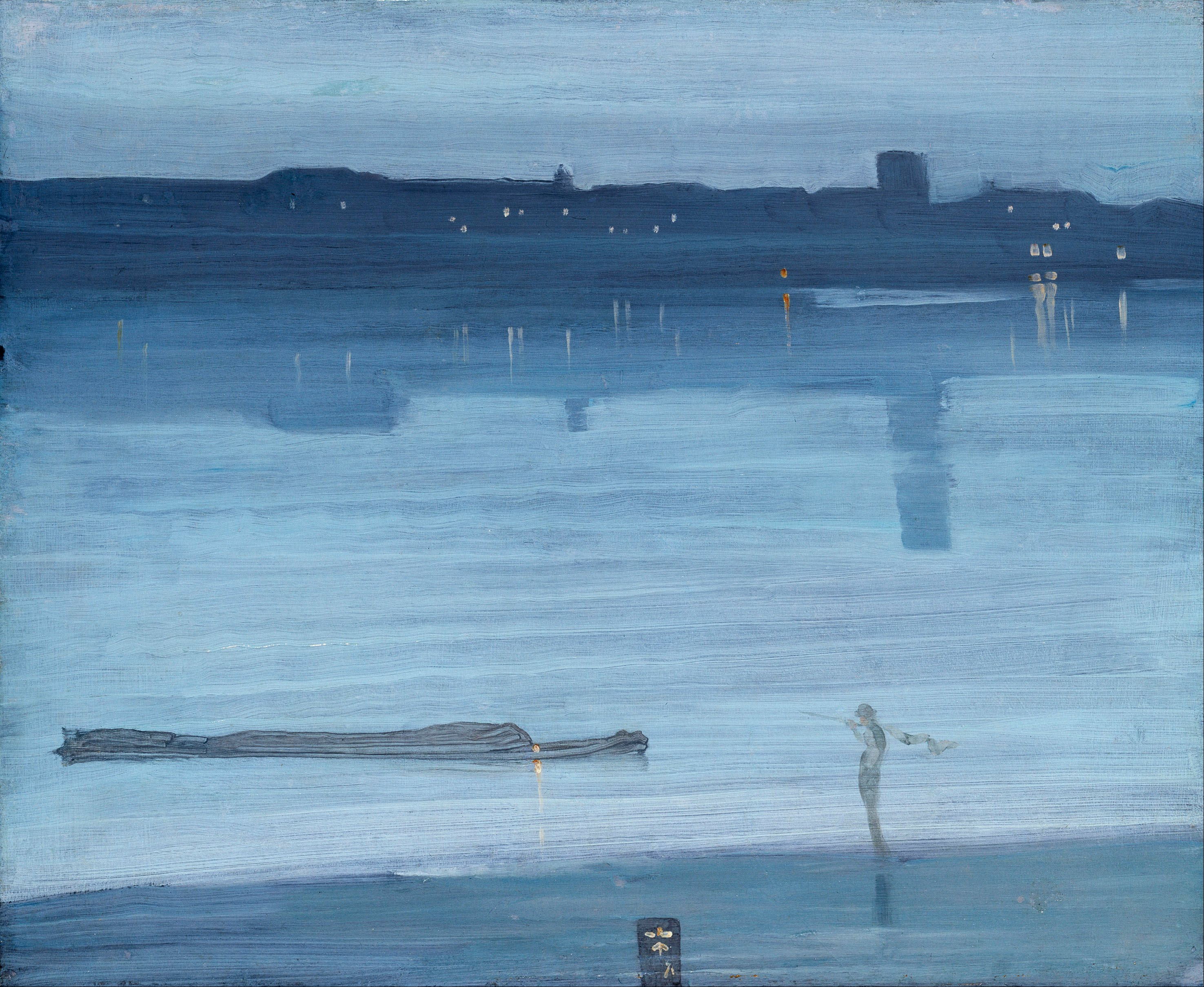
شبانه، آبی و نقره‌ای – چلسی

طبق بررسی‌های دانشمندان در دانشگاه هاروارد که تأثیر نور رنگ‌ها را بر هورمون و درجه حرارت بدن و اینکه نور چگونه بر میزان هوشیاری و هیجان تأثیر می‌گذارد، به نتیجه رسیدند که رنگ آبی مغز انسان را تهیج کرده و انسان را فعال می‌کند؛ و معتقد هستند که نور آبی مهم‌ترین عامل در هشیاری مغز است. نور آبی مستقیماً باعث افزایش سطح هوشیاری و کارایی مغز می‌شود. نور آبی بر روی غده اپی‌فیز تأثیر می‌گذارد. هیپوتالاموس غده‌ای در مغز است که تولید هورمون ملاتونین را تنظیم می‌کند. همان هورمونی که باعث خواب آلودگی ما می‌شود. بنا بر این نور آسمان آبی باعث می‌شود که هورمون ملاتونین در طول روز کمتر تولید شود و ذهن و بدن هشیار و فعال‌تر بماند.

## نگارخانه

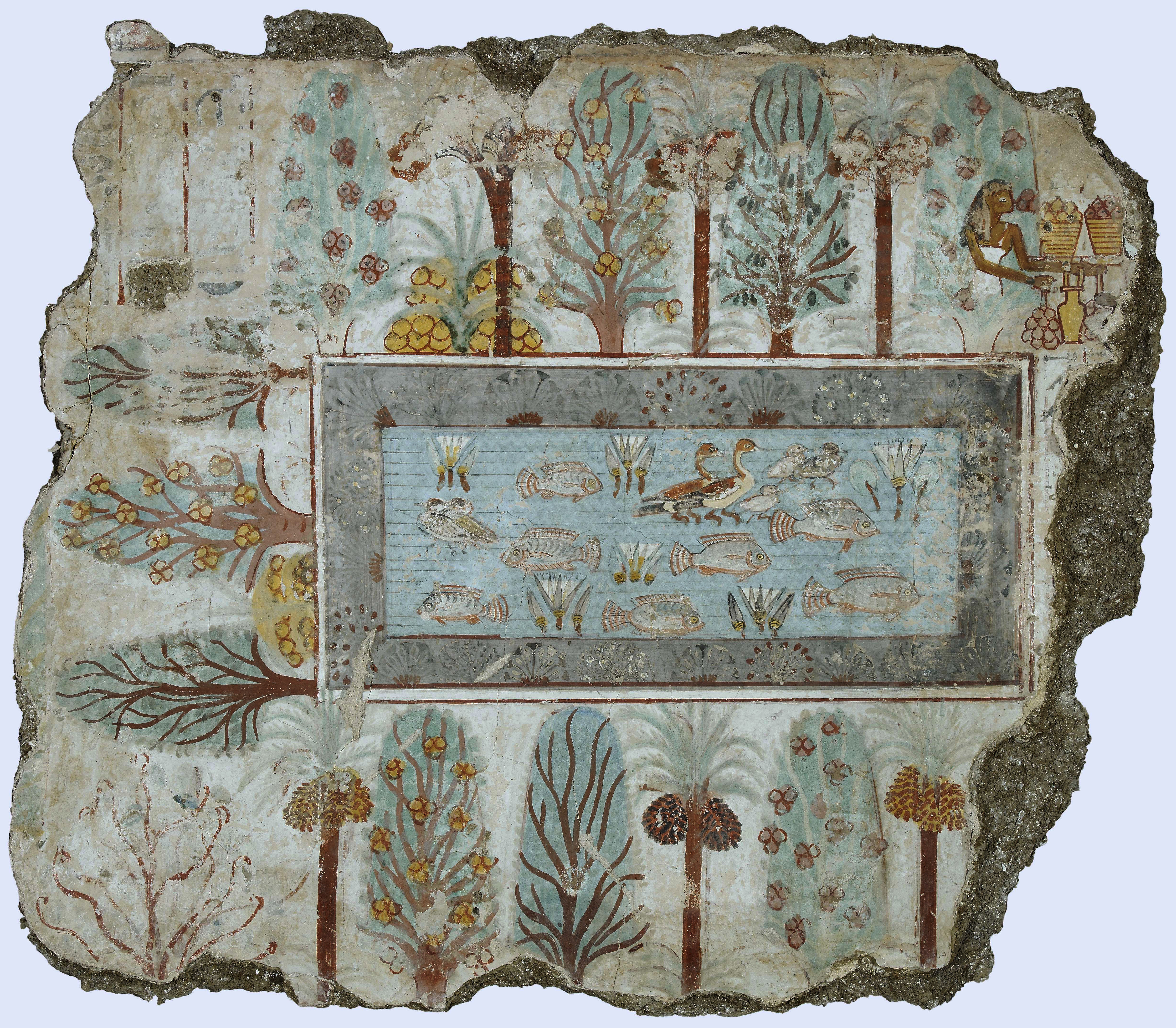
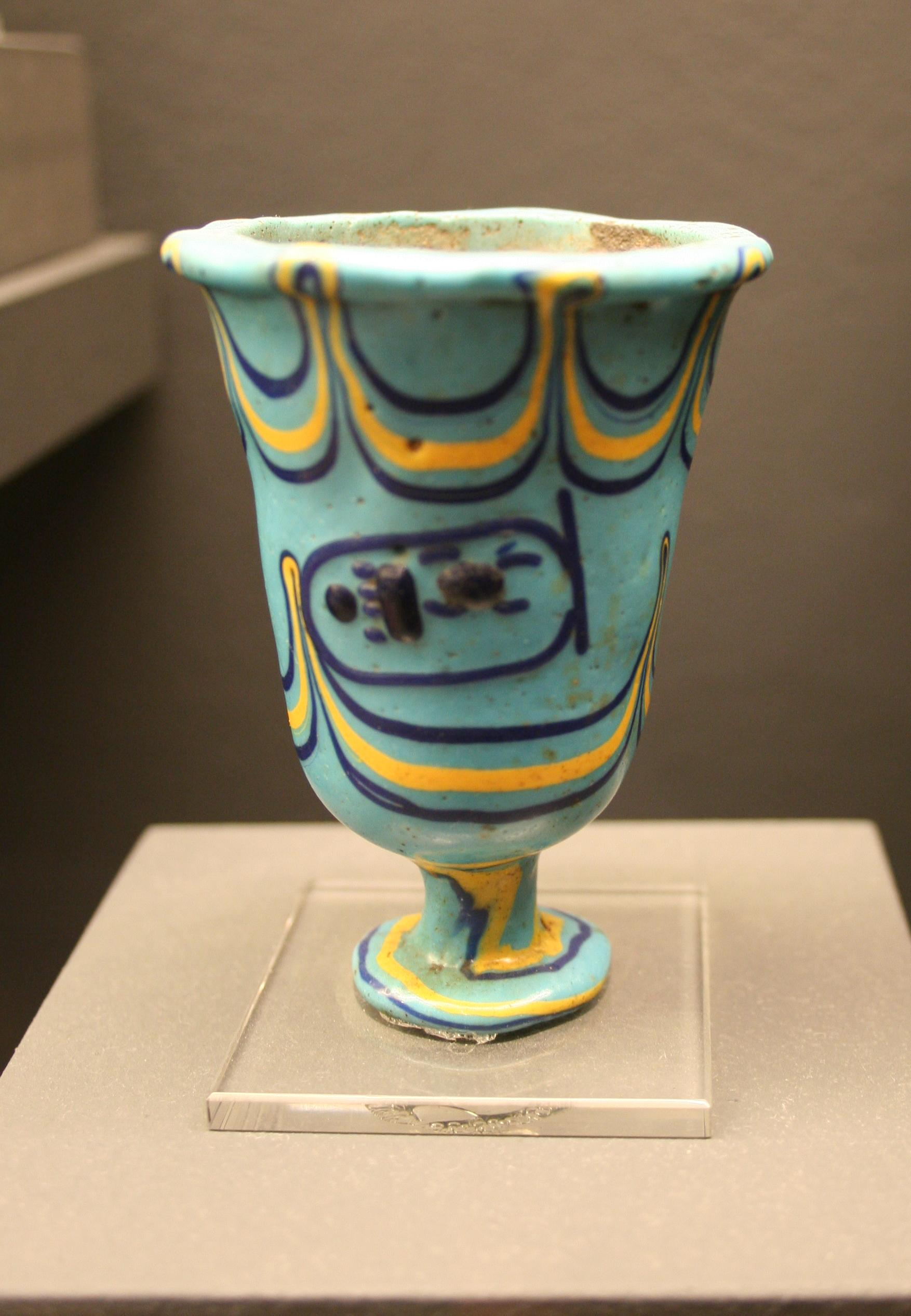
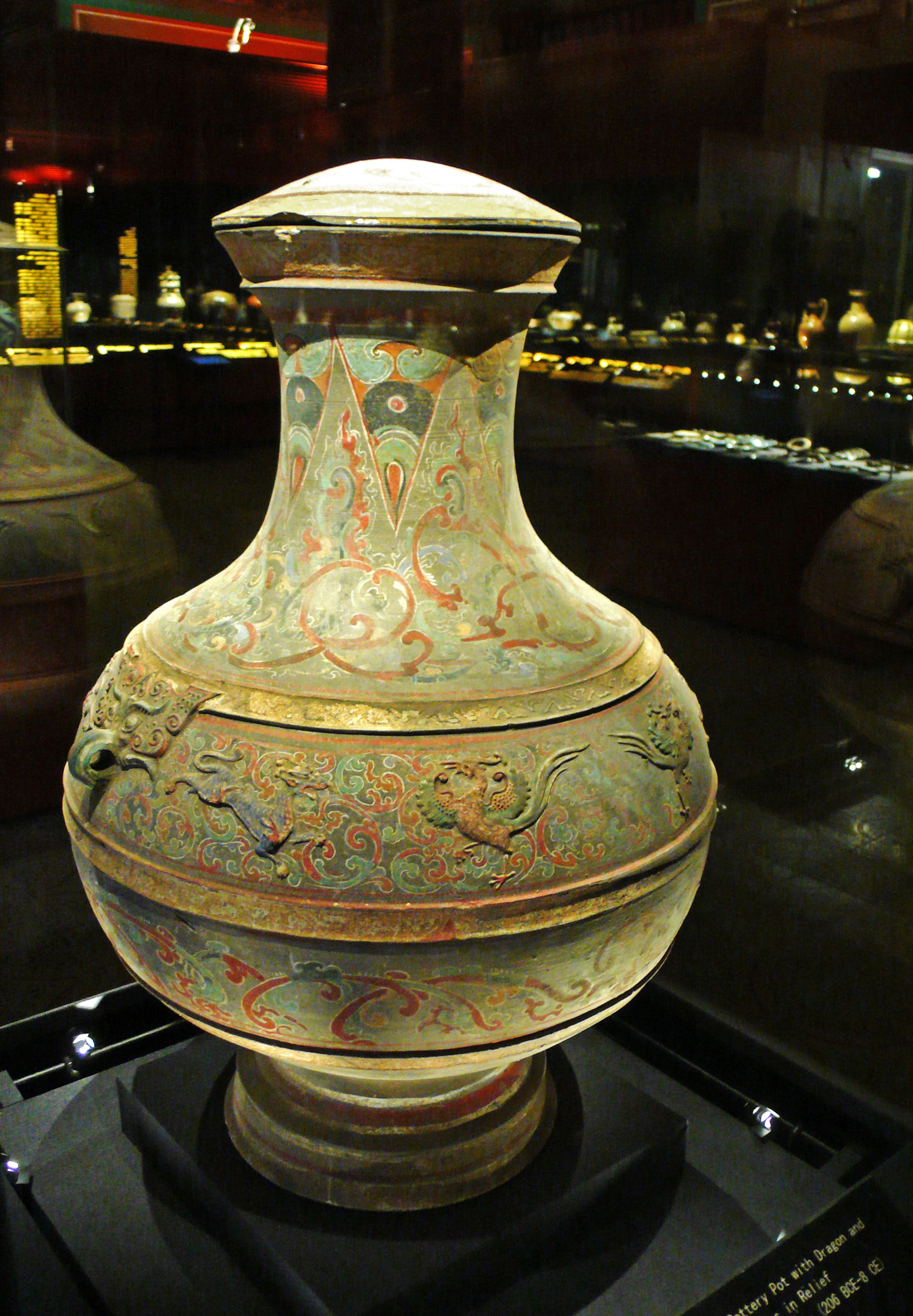
پرچم آسمان آبی با ستاره سفید